# Sarmientoia eriopis
Sarmientoia eriopis är en fjärilsart som beskrevs av William Chapman Hewitson 1867. Sarmientoia eriopis ingår i släktet Sarmientoia och familjen tjockhuvuden. Inga underarter finns listade i Catalogue of Life.